# 梅斯波勒
梅斯波勒（法語：Mespaul，法語發音：[mɛspɔl]）是法国菲尼斯泰尔省的一个市镇，属于莫尔莱区。

## 地理
梅斯波勒（48°37'6"N, 4°1'29"W）面积11.48 平方千米，位于法国布列塔尼大區菲尼斯泰尔省，该省份为法国最西部的省份，位于布列塔尼半岛西部，北西南三面环大西洋，东临阿摩尔滨海省和莫尔比昂省。
与梅斯波勒接壤的市镇（或旧市镇、城区）包括：普卢埃南、普卢古尔姆、普卢沃恩、普卢泽韦代、特雷济利代。
梅斯波勒的时区为UTC+01:00、UTC+02:00（夏令时）。

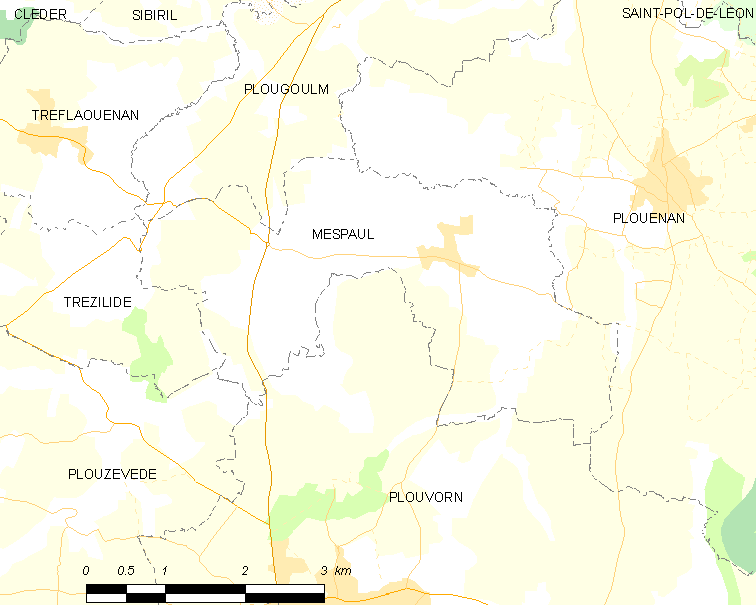
梅斯波勒的OSM定位图

## 行政
梅斯波勒的邮政编码为29420，INSEE市镇编码为29148。

## 政治
梅斯波勒所属的省级选区为圣波勒德莱昂县。

## 人口

1962-2008年间梅斯波勒人口变化图示

梅斯波勒于2022年1月1日时的人口数量为935人。